# 弗洛里安·卡喬里
弗洛里安·卡喬里（英語：Florian Cajori，1859年2月28日 - 1930年8月14日）是一位美國數學史家。

## 傳記
1859年2月28日，弗洛里安·卡喬里出生於瑞士格勞賓登州，十六歲移民到美國。他從威斯康辛大學麥迪遜分校獲得學士與碩士學位。他於杜蘭大學教書多年；也於1887年之前被任命為應用數學教授。隨後開車向北發展，他創立了科羅拉多學院科學協會與任教於科羅拉多學院，曾在不同的時間擔任於物理、數學講座以及工程學部院長之職位。雖然人在科羅拉多州，於1894年也獲得了杜蘭大學博士學位。
1894年卡喬里數學史(英語：Cajori's A History of Mathematics)在美國數學史為廣為人知的。根據他在數學史上聲譽，即使在今日，他1928至1929年的數學符號史被形容為“無可比擬”的。為他創造的特別是，1918年被任命為美國首位的數學史講座，為加州大學柏克萊分校數學史上的聲譽。他留在加州柏克萊，直到他去世於1930年。卡喬里做非原來數學研究之非相關數學史。除了他的許多書籍，他還貢獻了高度認可與普遍歷史的文章於美國數學月刊。他的最後一部作品，為安德魯·莫特的1729年翻譯牛頓第一卷物體運動的數學原理之修訂版，而是他去世完成之前。這項工作是由加州柏克萊分校的R.T. Crawford所完成。

## 社會與榮譽
- 1917-1918年 美國數學協會會長
- 1923年 美國科學促進協會副會長
- 1924-1925年 科學協會歷史副會長
- 1929-1930年 國際委員會的科學副總裁
- 於月球上的環形山Cajori被命名於他的榮譽

## 出版物
- A History of the Conceptions of Limits and Fluxions in Great Britain, from Newton to Woodhouse （页面存档备份，存于） Open Court Publishing Company, 1919[7]
- A History of Elementary Mathematics （页面存档备份，存于） Macmillan, 1898
- On the History of Gunter's Scale and the Slide Rule during the Seventeenth Century （页面存档备份，存于） Vol. 1, University of California press, 1920
- A History of the Logarithmic Slide Rule and Allied Instruments （页面存档备份，存于） The Engineering News Publishing Company, 1909
- A History of Mathematics （页面存档备份，存于） Macmillan & Company, 1893
- A History of Physics in its Elementary Branches （页面存档备份，存于）: Including the Evolution of Physical Laboratories, The Macmillan Company, 1917
- Sir Isaac Newton's Mathematical Principles of Natural Philosophy and His System of the World （页面存档备份，存于） tr. Andrew Motte, rev. Florian Cajori. Berkeley: University of California Press, 1934.[8]
- The Teaching and History of Mathematics in the United States （页面存档备份，存于） U.S. Government Printing Office, 1890
- William Oughtred: a Great Seventeenth-century Teacher of Mathematics （页面存档备份，存于） The Open Court Publishing Company, 1916
- A History of Mathematical Notations  The Open Court Company, 1928

## 文章
- Cajori, Florian. "The History of Notations of the Calculus." Annals of Mathematics, 2nd Ser., Vol. 25, No. 1 (Sep., 1923), pp. 1–46

## 外部連結
- 弗洛里安·卡喬里的作品  - 古騰堡計劃
- 約翰·J·奧康納; 埃德蒙·F·羅伯遜, ,  （英语）
- 弗洛里安·卡喬里在數學譜系計畫的資料。
- Florian Cajori. . BiblioBazaar. 2010  [2014-06-13]. ISBN 978-1-143-05698-7. （原始内容存档于2014-07-14）.